# علیرضا میرشفیعیان
علیرضا میرشفیعیان، بازیکن و کاپیتان تیم تراکتورسازی تبریز در فصل ۸۹-۸۸ لیگ برتر فوتبال ایران است.
علیرضا میرشفیعیان در حال حاضر به عنوان بازیکن در تیم پیکان فعالیت می‌کند.